# Шаста (водохранилище)
Ша́ста (англ. Shasta Lake) — водохранилище в округе Шаста (штат Калифорния, США). Самое большое водохранилище штата как по площади, так и по объёму.
Высота над уровнем моря — 325 м.

## Описание
Водохранилище находится на территории заповедника Уискитаун—Шаста—Тринити, который, в свою очередь, расположен в национальном лесу Шаста-Тринити. Образовано плотиной Шаста — 4-й по высоте плотиной в штате и 8-й по высоте в стране. Является одним из ключевых объектов проекта «Центральная долина» и обеспечивает контроль за наводнениями долины Сакраменто.
Водохранилище имеет площадь 121,4 км², объём 5,615 км³, длину береговой линии 587 км, максимальную глубину 158 м. Его длина составляет 56 км, но ширина редко где превышает 2,5 км.
Питают водохранилище ре́ки Сакраменто, Пит и Макклауд, вытекает из него только Сакраменто.
Шаста имеет неправильную форму, отдалённо напоминающую букву Ш с «основанием» вытянутым по линии запад—восток. Примерно по центру водохранилище пересекает единственный автомобильно-железнодорожный двухуровневый мост длиной около 1100 метров. Он несёт шоссе I-5 и железнодорожную ветку Union Pacific Railroad.
Крупнейшее поселение на берегу Шасты — Лейкхед-Лейкшор с населением около 500 человек, расположенное на северном берегу водохранилища. Город Шаста-Лейк находится примерно в пяти километрах южнее водохранилища.
На водохранилище развито катание на лодках и водных лыжах, рыбалка. Несколько островов, самые крупные из них носят названия Скотобойня (0,38 км²), Лыжный (0,31 км²) и Бобровый (0,13 км²).
Берега преимущественно крутые, поросшие высокими вечнозелёными деревьями, манзанитой (обобщающее название для многих видов толокнянки), в отдельных местах встречается редкий кустарник Neviusia cliftonii. По берегам водохранилища расположены несколько примечательных пещер.

## История
Плотина Шаста строилась с 1935 по 1945 год. К 1948 году было окончено формирование водохранилища. Оно затопило шахтёрский городок Кеннетт и множество деревень племени винтун. С 1996 по 1999 год на Шасте ежегодно проводилось соревнование вейкбордистов Boardstock, но после оно было перенесено на озеро Клир, расположенное в 274 километрах юго-западнее.

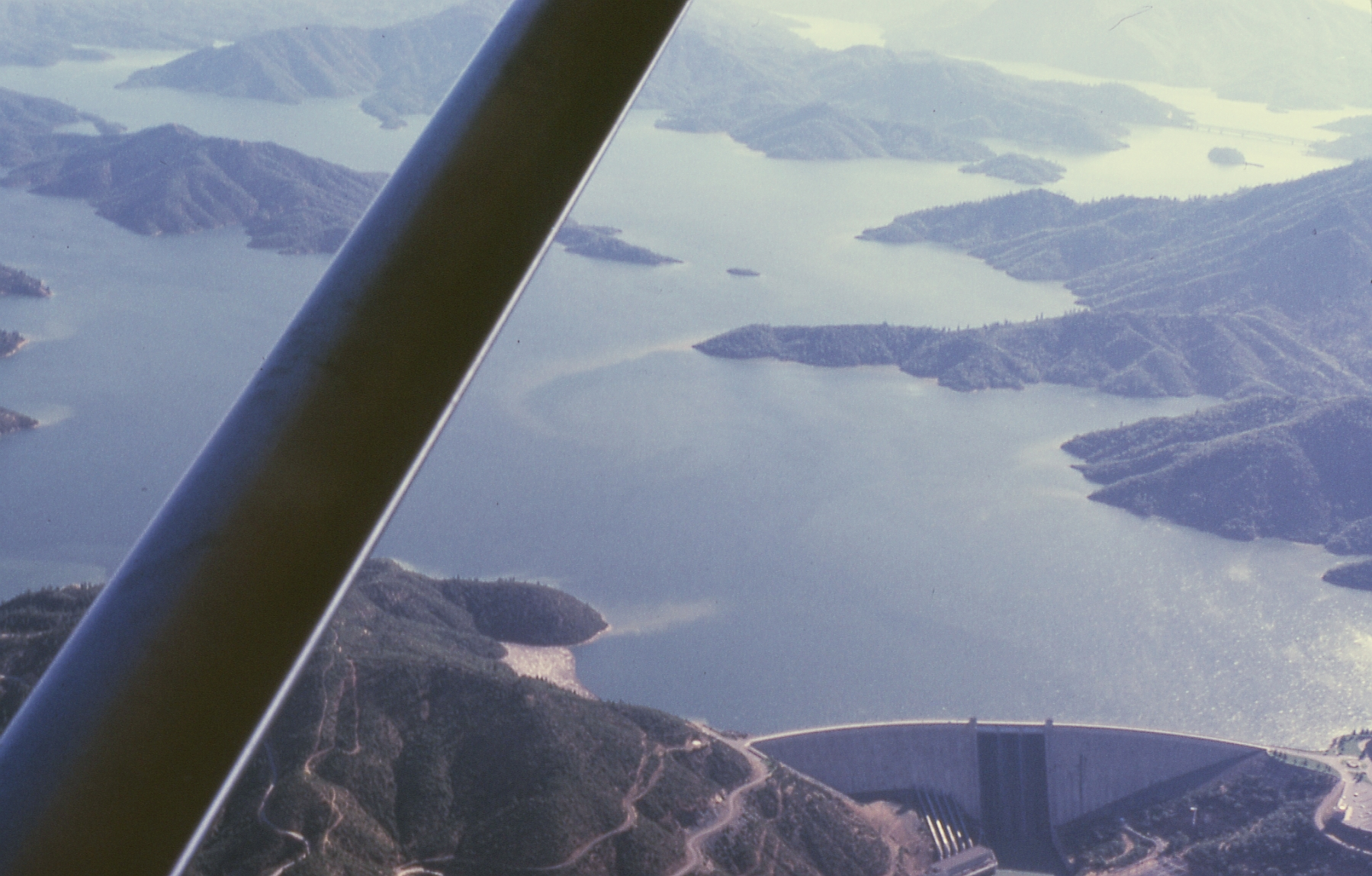
Вид на плотину и юго-западную часть водохранилища (максимальное заполнение) с самолёта, 1965 год.
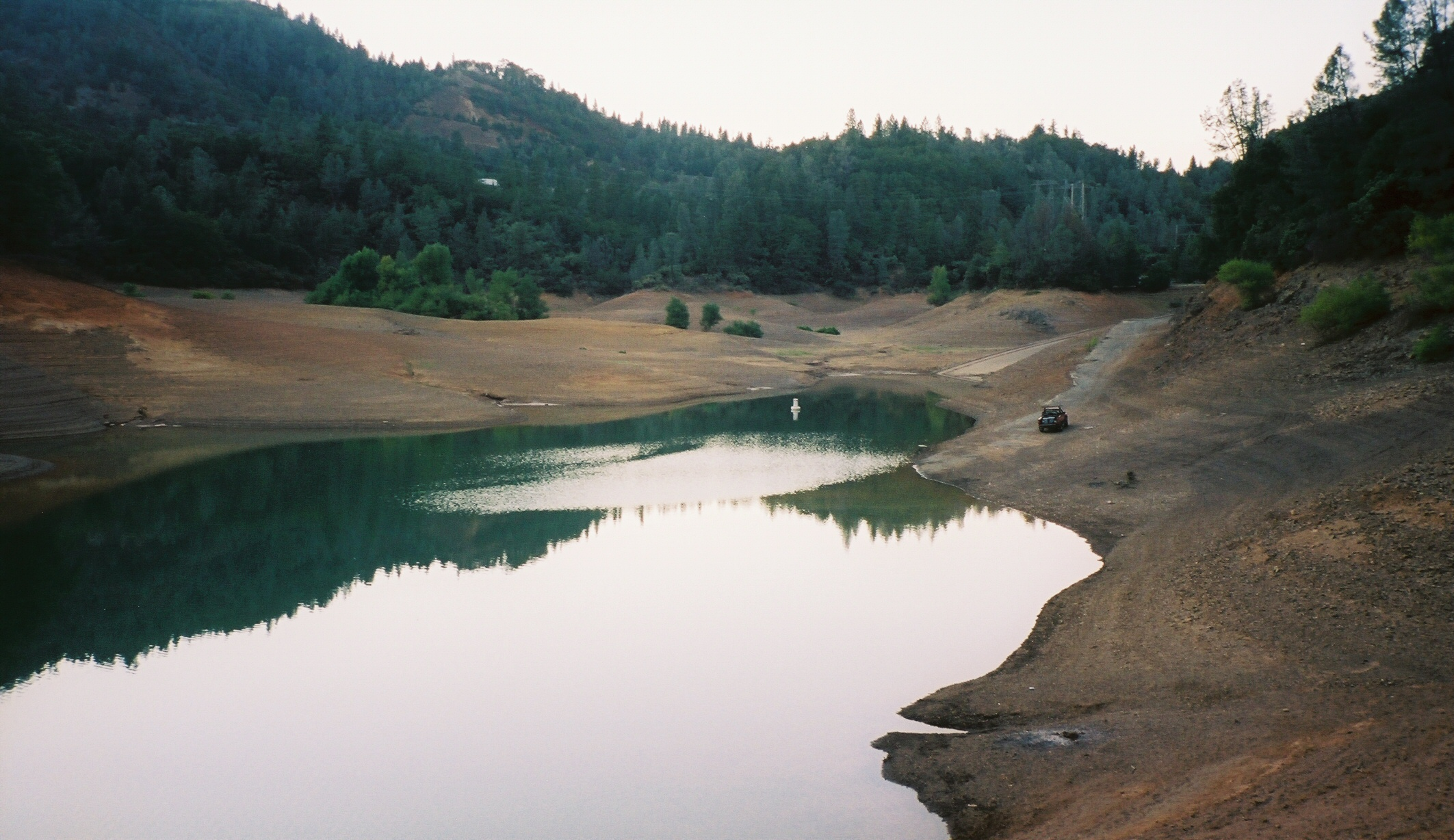
Берег водохранилища при минимальном заполнении, 2005 год.
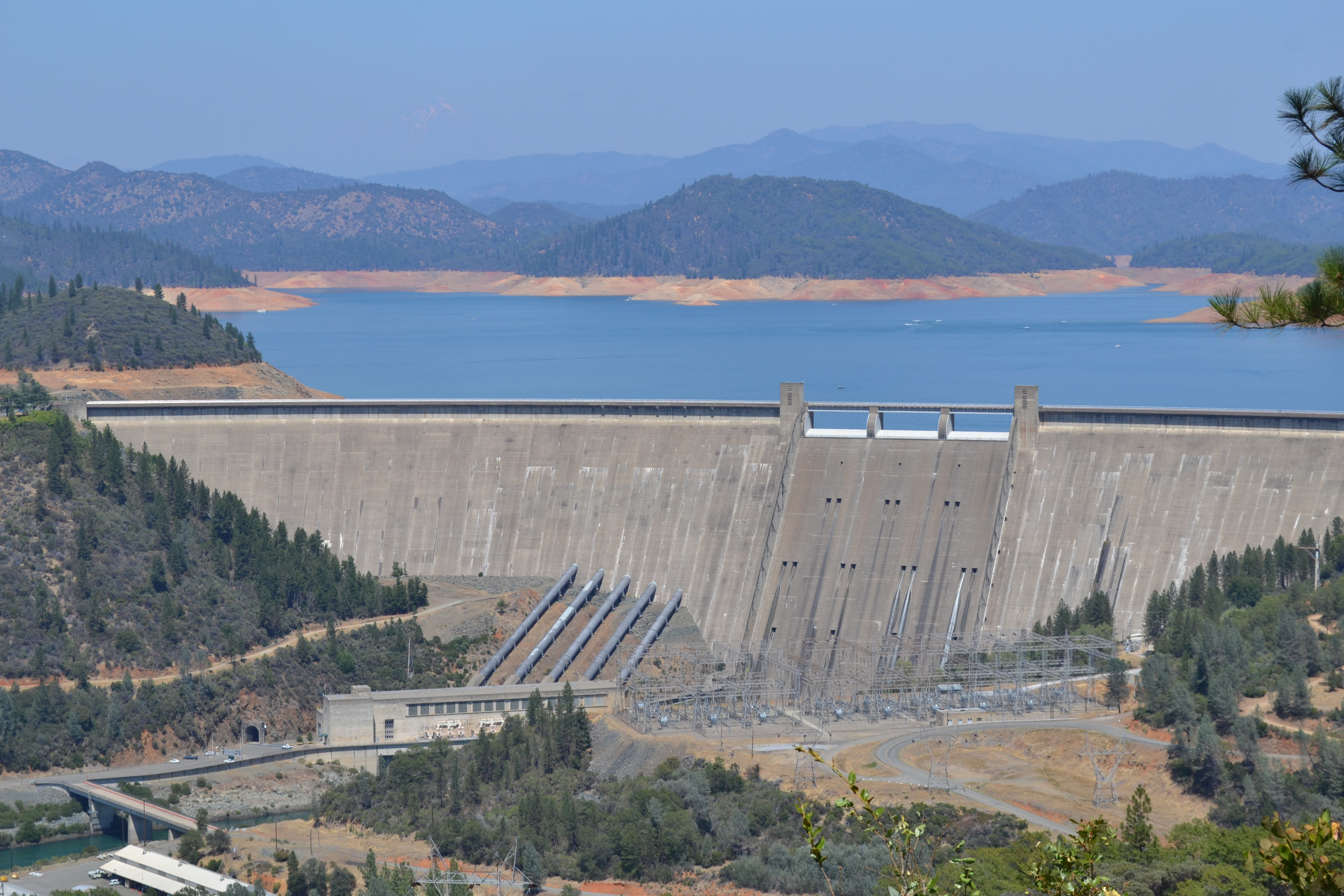
Плотина[англ.], 2015 год.
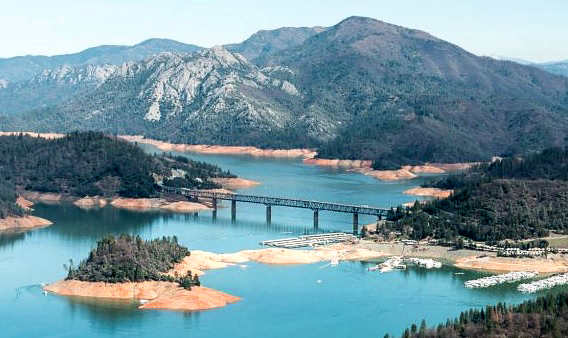
Единственный мост[англ.] через водохранилище, 2016 год.
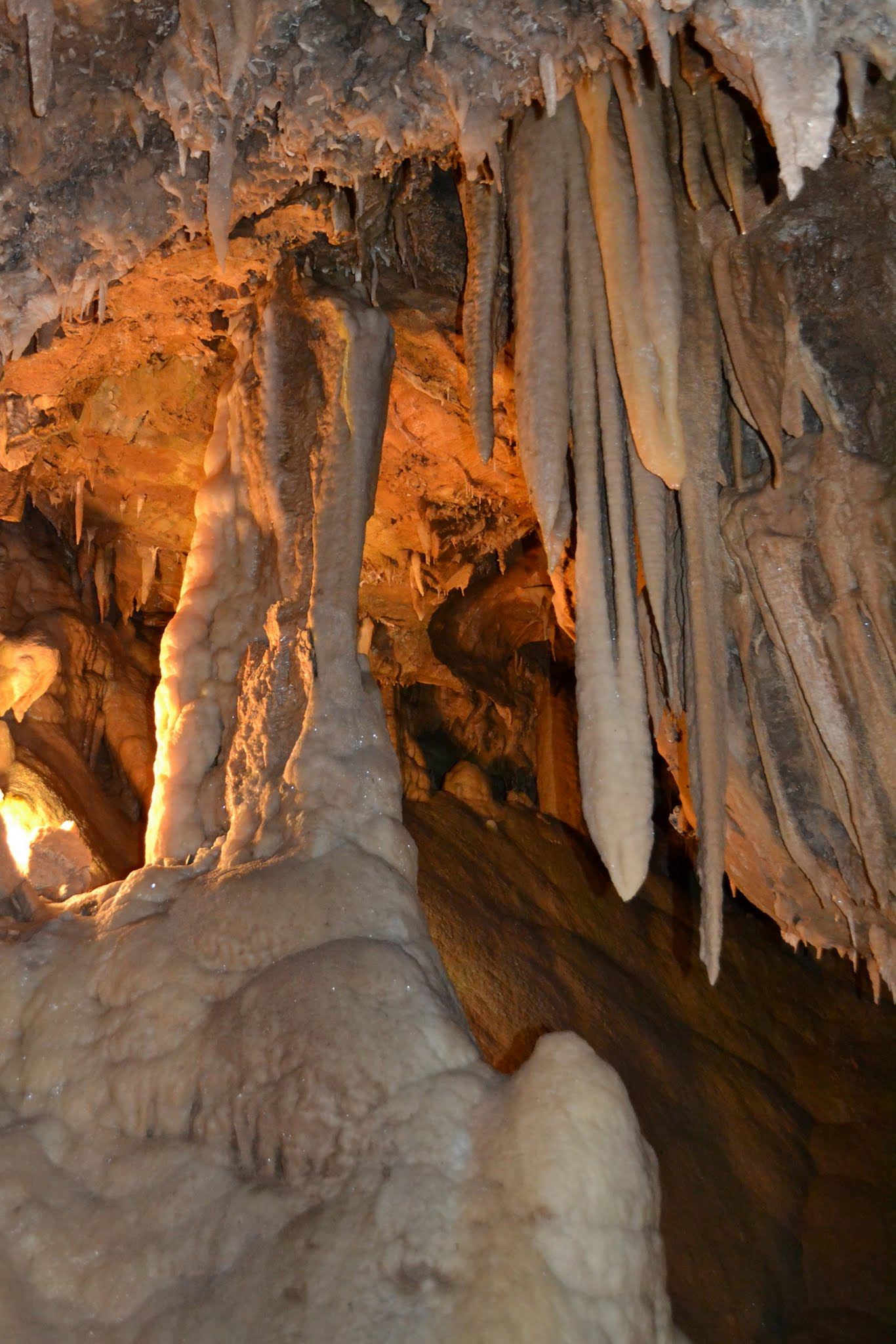
Пещеры Шасты, 2015 год.